# Управление „Военно контраразузнаване“
Управление „Военно контраразузнаване“ (ВКР) е бивше българско управление, съществувало от 1990 до януари 2000 г.

## История
До 1990 г. военното контраразузнаване е част от Държавна сигурност под името Трето управление (от 1963). Не трябва да се бърка с контраразузнавателната агенция Национална служба за защита на конституцията, което е наследник на Второ главно управление на Държавна сигурност. До 1998 г. е на подчинение на Генералния щаб на българската армия, а след това преминава на лично подчинение на министъра на отбраната. От 1992 до 1993 г. е част от Управление „Разузнаване и сигурност“. През 2000 г. военно контраразузнаване е обединено с военната полиция в Национална служба „Сигурност – ВП и ВКР“. Това положение се променя през 2008 г., когато отново са разделени. През 2008 г. военното контраразузнаване става част от Държавна агенция „Национална сигурност“.

## Началници

### Отдел X и Трето управление на Държавна сигурност
Шаблон:Основна статия
- Кирил Игнатов (1947 – 1948?)
- Георги Куманов
- Христо Григоров
- генерал-майор Васил Терзиев (1952 – 1976)
- генерал-майор Димитър Капитанов (1976 – 1977)
- генерал-майор Петър Чергиланов (1977 – 1989)

### Управление „Военно контраразузнаване“
- генерал-майор Страхил Сотиров – (1990 – 1991)
- капитан I ранг Атанас Атанасов (1991 – 1992)
- полковник Иван Иванов (1992 – 1993)
- полковник Васил Стоянов (1993 – 1994)
- полковник Господин Манолов (1994 – 23 декември 1999)

### Национална служба „Сигурност – ВП и ВКР“
- генерал-майор Орлин Иванов – 10 януари 2000 – 11 юли 2007
- бригаден генерал Николай Николов – 11 юли 2007 – 10 януари 2008